# Ramón Antonio Urbano
Ramón Antonio Urbano y Carrere (1865-1913) fue un novelista, poeta, dramaturgo y periodista español.

## Biografía
Nació en 1865. Poeta, novelista y autor dramático malagueño. Escribió en el Diario de Málaga, El Álbum, El Mediterráneo y El Reformista. Su labor poética habría sido premiada en más de treinta certámenes provinciales, según Manuel Ossorio y Bernard. También colaboró en La Gran Vía de Madrid (1903), Barcelona Cómica (1895) y Blanco y Negro (1903), entre otros periódicos. Falleció en 1913.